# 恰尔布拉赫马纳加尔
恰尔布拉赫马纳加尔（Char Brahmanagar），是印度西孟加拉邦Nadia县的一个城镇。总人口5307（2001年）。

## 人口
该地2001年总人口5307人，其中男性2712人，女性2595人；0—6岁人口493人，其中男247人，女246人；识字率65.63%，其中男性为74.12%，女性为56.76%。